# Ba Chúc
Ba Chúc es una comuna rural (xã) y una villa del Distrito de Tri Tôn, ubicada en la provincia de An Giang, en Vietnam.

## Historia
Durante la Guerra de Vietnam, la villa se convirtió en el centro de atención de la opinión pública norteamericana, cuando el New York Times informó de que la población civil en Ba Chúck era forzada a trabajar en condiciones paupérrimas por los oficiales del Ejército de la República de Vietnam y por los asesores del ejército estadounidense y que eran empleados para retirar minas plantadas por el Viet Cong y las unidades del Fuerzas Armadas de la República Democrática de Vietnam. Así mismo, en 1978 fue el escenario de una masacre  por las fuerzas de los Jemeres Rojos, provenientes de la vecina Camboya en una tragedia conocida como la masacre de Ba Chúc, en la que se estima que fallecieron 3.157 personas.